# Лунка (комуна, Ботошань)
Лунка (рум. Lunca) — комуна у повіті Ботошані в Румунії. До складу комуни входять такі села (дані про населення за 2002 рік):
- Злетуноая (2179 осіб)
- Лунка (1762 особи)
- Строєшть (946 осіб)

Комуна розташована на відстані 360 км на північ від Бухареста, 28 км на південний схід від Ботошань, 67 км на північний захід від Ясс.

## Населення
За даними перепису населення 2002 року у комуні проживали 4887 осіб. Усі жителі комуни рідною мовою назвали румунську.
Національний склад населення комуни:
| Національність | Кількість осіб | Відсоток |
| -------------- | -------------- | -------- |
| румуни         | 4878           | 99,8%    |
| цигани         | 8              | 0,2%     |
| угорці         | 1              | < 0,1%   |

Склад населення комуни за віросповіданням:
| Релігія       | Кількість осіб | Відсоток |
| ------------- | -------------- | -------- |
| православні   | 4876           | 99,8%    |
| п'ятдесятники | 7              | 0,1%     |
| баптисти      | 3              | 0,1%     |

## Зовнішні посилання
- Дані про комуну Лунка на сайті Ghidul Primăriilor [Архівовано 7 лютого 2011 у Wayback Machine.]